# Oleotoraks
Oleotoraks (latinski oleum ulje, thoraks grudni koš, engleski oleothorax) jedna je od metoda koje su se koristile za liječenje kavernozne tuberkuloze kolapsoterapijom. Oboljeli dio pluća pritiska se s depozitima parafinskog ulja. Ova metoda se povukla iz prakse tokom 1950-tih.